# Louie Psihoyos

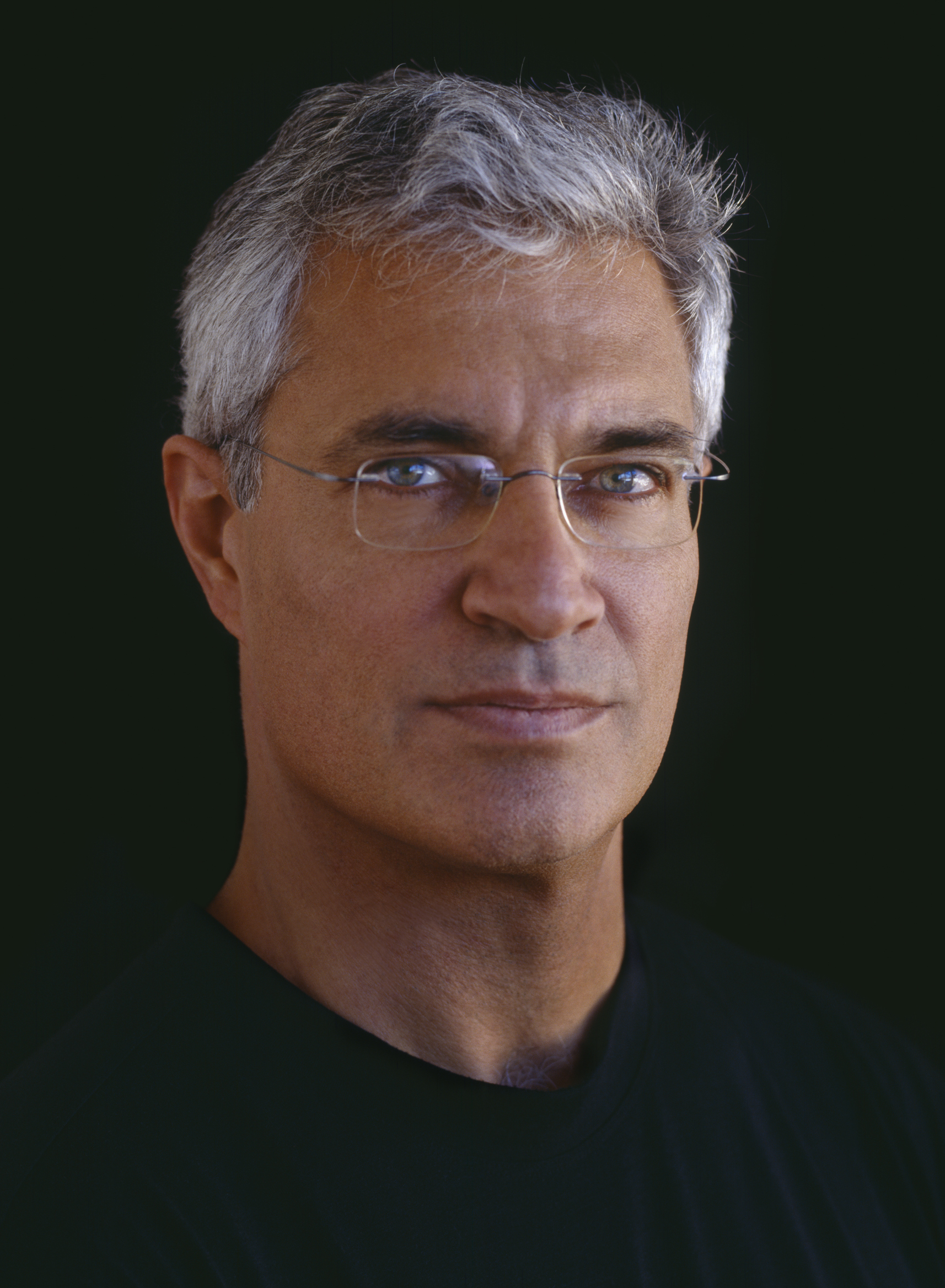
Louie Psihoyos, 2020

Louie N. Psihoyos  (* 15. April 1957 in Dubuque, Iowa) ist ein US-amerikanischer Fotograf und Regisseur von Dokumentarfilmen. Für seinen Film Die Bucht gewann er 2010 einen Oscar.

## Leben
Psihoyos wurde 1957 als Sohn griechischer Immigranten in Dubuque im US-Bundesstaat Iowa geboren. Bereits als Jugendlicher interessierte er sich für Fotografie und machte Bilder für die Lokalzeitung Telegraph Herald. Als 17-Jähriger übernahm er eine kleine Rolle als Sylvester Stallones Hochzeitsfotograf in dem Film F.I.S.T. – Ein Mann geht seinen Weg. Später studierte er Fotojournalismus an der University of Missouri. Während seines Studiums arbeitete er u. a. für die Los Angeles Times.
Von 1980 bis 1997 arbeitete er für National Geographic. Für seine Arbeit gewann er zahlreiche Preise, darunter erste Plätze beim World Press Contest, den Hearst Awards und von der National Press Photographers Association. Einzelne seiner Werke wurde in Museen ausgestellt, darunter Museen in New York und Washington sowie im Musée de l’Elysée in Lausanne. Auch für zahlreiche andere Zeitungen fotografierte er, dazu gehörten beispielsweise GEO, TIME, New York Times Magazine und viele andere. 1994 veröffentlichte er das Buch Hunting Dinosaurs, in dem er über seine Reisen zu Dinosaurierfundorten berichtete. Weil er in einem Museumsarchiv die Knochen des Paläontologen Edward Drinker Cope wiederentdeckte, erfuhr er kurzzeitige Berühmtheit inklusive einer Titelgeschichte auf dem Wall Street Journal. Nach ihm wurde 1996 gar das von Charlie Magovern entdeckte Dinosaurierei Baby Louie benannt, das Psihoyos für den National Geographic fotografierte.
2005 war Psihoyos Mitbegründer der Meeresschutzorganisation Oceanic Preservation Society.
Für den Dokumentarfilm Die Bucht des Tierschutzaktivisten Richard O’Barry, der das jährliche Massentöten von rund 2000 Delfinen in der japanischen Bucht von Taiji dokumentiert und bei dem Psyhoyos Regie führte, gewann er gemeinsam mit Produzent Fisher Stevens bei der Oscarverleihung 2010 einen Oscar in der Kategorie Bester Dokumentarfilm. Weitere Preise gewann der Film beim größten Filmfestival für Dokumentarfilme in Amsterdam, beim Directors Guild of America Award, dem Sundance Film Festival und bei verschiedenen Filmfestivals in Galway, Toronto, Nantucket, Newport Beach, Seattle, Silver Spring sowie beim Sydney Film Festival und beim Stockholm International Film Festival.
Zurzeit (Stand: Oktober 2012) arbeitet Psihoyos an dem Dokumentarfilm The Singing Planet.

## Filmografie
- 2009: Die Bucht (engl.: The Cove)
- 2015: Racing Extinction
- 2018: The Game Changers